# Irada Aşumova
Irada Suleyman Aşumova (née le 25 février 1958 à Bakou) est une tireuse sportive azerbaïdjanaise.
Elle remporte la médaille de bronze dans l'épreuve de tir au pistolet à 25 mètres aux Jeux olympiques d'été de 2004 à Athènes.
Irada Aşumova a aussi participé aux Jeux olympiques d'été de 1996, de 2000 et de 2012.